# Ivan Ossipovitx Iarkovski
Ivan Ossipovitx Iarkovski (polonès: Jan Jarkowski)  (Asvieja, 12 de maig de 1844 (Julià) - Heidelberg, 9 de gener de 1902 (Julià)) va ser un enginyer civil russo-polonès. El 1901 va descriure l'efecte tèrmic gairebé imperceptible que actua sobre els planetes i petits asteroides que orbiten al voltant Sol. No obstant això els seus estudis van ser oblidats fins que el seu redescobriment durant els anys 50 que va propiciar el desenvolupament teòric l'efecte Yarkovsky i l'efecte YORP. L'asteroide (35334) Yarkovsky va ser anomenat així en honor seu.

## Biografia
Ivan Ossipovitx Iarkovski va néixer el 24 de maig de 1844 a Asveia, a la província russa de Vítsiebsk (actualment part de Belarús). Després de la mort del seu pare el 1847, emigrà amb la seva mare a Moscou, on va ser escolaritzat.
La seva mare va morir poc després i el jove Ivan va ingressar en una escola militar per a orfes. En acabar els seus estudis, va servir en una divisió de l'artilleria al Caucas, però no progressà en la tècnica militar.
L'any 1872 es gradua com a enginyer civil a l'Institut de Tecnologia Pràctica (actualment Institut Tecnològic de Sant Petersburg). Un any més tard, el 1873, durant l'expansió de la xarxa de ferrocarrils russa, entra a treballar en una companyia de ferrocarrils en la qual romandrà els següents 20 anys. El 1889 és nomenat president de la Societat Tecnològica Russa, una organització per a l'estimulació del desenvolupament tecnològic de l'Imperi Rus.
A la primavera de 1901 va caure malalt i va ser enviat a l'estranger pels seus metges a la recerca d'una cura. Va morir de sarcoma el 22 de gener de 1902, a l'Hospital Acadèmic de Heidelberg, a Alemanya.

## Teories preliminars
En l'època en la qual va viure Ivan O. Iarkovski, el món científic es trobava en profunda transformació i la mecànica newtoniana es trobava en entredit. L'enginyer rus va investigar alguns dels múltiples problemes que inquietaven als científics de l'època. Va intentar desenvolupar una teoria que demostrés que l'èter i la matèria eren dos estats diferents d'una mateixa entitat. Així mateix, creia fermament que l'àtom no era indivisible ni inalterable (una creença que molts dels seus col·legues, com Mendeleyev, no compartien).
Al voltant de 1875 Iarkovski va preveure (sobre la base d'una teoria errònia, no obstant això) el fenomen de la radioactivitat, que no seria descobert fins al 1896, pel físic francès Henri Becquerel.
En un intent per demostrar les seves teories sobre la matèria i l'èter, Iarkovski es va interessar per l'astronomia. Quan, a meitat del segle xix es va descobrir que l'espectre estel·lar podia dividir-se en diverses classes, Iarkovski va ser el primer en suggerir la seva relació amb l'evolució de les estrelles.

## L'efecte Iarkovski
El treball principal de Iarkovski té només 17 pàgines i pretén explicar el moviment perpetu dels planetes i altres objectes més petits, al voltant del sol, basant-se en què l'existència una resistència de la llum al moviment.
Estudiant el moviment d'un cometa, va observar l'existència de dues forces contraposades: una impulsora, i una altra de frenat. Aquesta última era directament proporcional al nivell de radiació solar, i inversament proporcional al quadrat de la distància.
A partir d'aquestes observacions, va descriure un fenomen al que Ernst J. Öpik posaria el seu nom, dècades més tard. L'efecte Iarkovski provoca alteracions en la trajectòria dels petits objectes que orbiten al voltant del Sol. El fenomen es desencadena com a resultat de l'escalfament desigual de les cares d'un cos rotatiu; una d'aquestes absorbeix més calor i la irradia cap enrere mentre gira, desequilibrant l'òrbita de l'objecte.